# Resolució 47 del Consell de Seguretat de les Nacions Unides
La Resolució 47 del Consell de Seguretat de les Nacions Unides, aprovada el 21 d'abril de 1948, Es refereix a la resolució del conflicte del Caixmir. Quan després d'escoltar arguments tant de l'Índia com de Pakistan, el Consell va augmentar la mida de la Comissió establerta per la Resolució 39 del Consell de Seguretat de les Nacions Unides a cinc membres (amb representants de l'Argentina, Bèlgica, Colòmbia, Txecoslovàquia i Estats Units), va instruir a la Comissió a anar al subcontinent indi i ajudar els governs de l'Índia i Pakistan a restaurar la pau i l'ordre a la regió i preparar un plebiscit per decidir el destí del Caixmir.
En segon lloc, la Resolució va recomanar un procés de tres passos per a la resolució del conflicte. En el primer pas, es va demanar al Pakistan que retirés tots els seus nacionals del Caixmir. En el segon pas, es va demanar a l'Índia que reduís progressivament les seves forces al nivell mínim requerit per la llei i l'ordre. En el tercer pas, es va demanar a l'Índia que designés un administrador del plebiscit nomenat per les Nacions Unides que conduiria un plebiscit lliure i imparcial.
La resolució es va aprovar paràgraf per paràgraf; no es va prendre cap vot sobre la resolució en general.
Tant l'Índia com Pakistan van plantejar objeccions a la Resolució. No obstant això, van donar la benvinguda a la mediació de la Comissió de les Nacions Unides. Mitjançant la seva mediació, la Comissió va ampliar i modificar la Resolució del Consell de Seguretat, adoptant dues resolucions pròpies, que van ser acceptades tant per l'Índia com per Pakistan. Posteriorment, la Comissió va aconseguir un alto el foc a principis de 1949. Tanmateix, no es va aconseguir una treva a causa de desacords sobre el procés de desmilitarització. Després d'esforços considerables, la Comissió va declarar el seu fracàs el desembre de 1949.

## Antecedents
Prior to 1947, Jammu i Caixmir (Caixmir) era un principat de l'Índia sota suzerania britànica, governat per un maharaja hindú. Amb la imminent independència de l'Índia i el Pakistan, els britànics van anunciar que acabava la suzerania i als governants dels estats principats se'ls va donar l'opció d'unir-se a un dels dos nous països (anomenat "accessió") o mantenir-se independent. El Maharaja de Jammu i Caixmir va optar per mantenir-se independent, donada la composició ètnica i religiosa mixta de la població de l'estat. 
Després d'un aixecament en els districtes occidentals de l'estat i una invasió armada per part de les tribus paixto del Pakistan, el maharaja va accedir a l'Índia el 26 d'octubre de 1947. L'Índia immediatament va enviar tropes a Caixmir. Evidències considerables citades pels estudiosos des de llavors han assenyalat la complicitat del Pakistan per instigar i donar suport a la invasió. Es va produir una guerra limitada entre les tropes índies i els assaltants pakistanesos dins dels límits de l'estat principesc.
L'1 de gener de 1948, l'Índia va portar la qüestió davant el Consell de Seguretat de les Nacions Unides d'acord amb l'article 35 de la Carta de les Nacions Unides, que permet a les nacions membres assenyalar l'atenció dels assumptes de les Nacions Unides que posen en perill la pau internacional. Va afirmar que els nacionals i tribus pakistaneses havien atacat Jammu i Caixmir, que era territori indi. Demanà al Consell de Seguretat que impedeixi que Pakistan continuï les seves accions. L'Índia també va declarar que, malgrat tenir l'adhesió legal de l'estat, estava disposat a dur a terme un plebiscit per confirmar els desitjos de la gent i complir els seus resultats. En resposta, Pakistan va negar la seva participació en el conflicte i va fer contra-acusacions afirmant que l'Índia havia adquirit l'adhesió de l'estat mitjançant "frau i violència" i que estava duent a terme un "genocidi" contra els musulmans.
El 20 de gener de 1948, el Consell de Seguretat va aprovar la Resolució 39 del Consell de Seguretat de les Nacions Unides, que estableix una comissió de tres membres per investigar les queixes. No obstant això, aquesta Comissió no va tenir èxit fins a maig de 1948. Mentrestant, el Consell de Seguretat va continuar les seves deliberacions i la guerra també va continuar.

## Resolució 47
El 18 de març, la República de la Xina va presentar un nou projecte de resolució en tres parts. La primera part tractava de la restauració de la pau, i va demanar a Pakistan que retirés els seus nacionals. La segona part tracta de la conducta del plebiscit. Es va demanar a l'Índia que creés una "Administració plebiscitària", els directors de la qual serien nomenats pel secretari general de l'ONU, però funcionarien com a funcionaris de l'estat. La tercera part es va tractar de crear una administració provisional per a l'estat que representaria tots els principals grups polítics de l'estat.
Durant la discussió posterior, l'esborrany va ser modificat considerablement, amb diverses concessions realitzades a Pakistan a instàncies de la delegació britànica. L'Índia va expressar incomoditat davant les modificacions.

### La Resolució
La resolució final adoptada va tenir dues parts. La primera part va augmentar la força de la Comissió a cinc membres i li va demanar que procedís al subcontinent indi a la vegada per intervenir entre Índia i Pakistan. La segona part tractava de les recomanacions del Consell de Seguretat per restaurar la pau i dur a terme un plebiscit. Això va implicar tres passos.
- En el primer pas, es va demanar a Pakistan que utilitzés els seus "millors esforços" per garantir la retirada de totes les tribus i nacionals pakistanesos, posant fi als combats en l'estat.
- En el segon pas, es va demanar a l'Índia que "reduís progressivament" les seves forces al nivell mínim requerit per mantenir la llei i l'ordre. Va establir principis que l'Índia havia de seguir en l'administració de la llei i l'ordre en consulta amb la Comissió, utilitzant el personal local en la mesura que fos possible.
- En el tercer pas, es va demanar a l'Índia que vetllés perquè tots els partits polítics importants fossin convidats a participar en el govern estatal a nivell ministerial, essencialment formant un gabinet de coalició. L'Índia hauria de nomenar un Administrador del Plebiscit nominat per les Nacions Unides, que tindria una sèrie de poders, inclosos els de poder tractar amb ambdós dos països i garantir un plebiscit lliure i imparcial. Es van prendre mesures per garantir el retorn dels refugiats, l'alliberament de tots els presos polítics i la llibertat política.

La resolució va ser aprovada per nou vots contra cap. La Unió Soviètica i Ucraïna es van abstenir.

### Comentari
La resolució es va aprovar sota el Capítol VI de la Carta de les Nacions Unides (que es dedica a "la solució pacífica de controvèrsies"). No consistia en directives a les parts, sinó "recomanacions". L'antic diplomàtic de les Nacions Unides Josef Korbel declara que això va obligar les parts només "moralment", però no "jurídicament". La resolució final del conflicte descansava amb els governs de l'Índia i Pakistan i depenia de la seva bona voluntat.
El Consell de Seguretat es va abstenir de prendre partit en la disputa. No va condemnar Pakistan com l'agressor, com ho havia demanat l'Índia. Tampoc va tocar les legalitats de l'adhesió de Jammu i Caixmir. Korbel declara que el Consell de Seguretat podria haver demanat a la Cort Internacional de Justícia que emetés una opinió consultiva sobre els assumptes legals. Si hagués estat així, el Consell de Seguretat hauria estat en una posició més forta per declarar que una de les parts havia actuat malament, i el maneig de la controvèrsia hauria estat més fàcil.
En aquest cas, l'enfocament del Consell de Seguretat era "tímid" en opinió de Korbel. La seva avaluació de la disputa de Caixmir no era realista, tal com es va descobrir aviat amb prolongats debats, interminables fracassos i ajornament de les deliberacions. Amb el pas del temps, les tensions i les divisions polítiques a Caixmir van créixer i la solució del plebiscit es va tornar cada vegada més difícil.
L'ambaixador estatunidenc a l'ONU Warren R. Austin també va compartir aquesta visió. Va pensar que la resolució, així com les altres que van seguir, eren poc realistes i ineficaces. Depenien de la bona voluntat de l'Índia i Pakistan que cooperaven amb el Consell de Seguretat i no li donaven l'autoritat per imposar sancions. Les ambaixades estatunidenques a Índia i Pakistan van ser igualment frustrades.
És evident que el Consell de Seguretat va considerar que el problema era principalment una disputa política en lloc d'examinar el seu fonament jurídic, en particular si l'adhesió de Caixmir a l'Índia era vàlida. Suposà implícitament que l'adhesió era vàlida però incompleta, continguda en la ratificació per part de la població de l'estat. Per tant, va demanar que els ciutadans pakistanesos es retiressin en primera instància, però va sostenir que el plebiscit era la solució definitiva. L'especialista legal Sumathi Subbiah sosté que la forma de tractar la situació com a disputa política més que no pas com a obligacions legals va resultar massa feble per obligar l'Índia i el Pakistan a arribar a una resolució final.

### Recepció
Tant Índia com Pakistan van plantejar objeccions a la Resolució 47.
L'Índia va objectar, en primer lloc, que la resolució posés a l'Índia i Pakistan en peu d'igualtat, ignorant la queixa de l'agressió pakistanesa i l'accés legal del Caixmir a l'Índia. En segon lloc, es va oposar a l'absència d'una al·legació perquè retingués tropes a l'estat per la seva defensa. També va considerar que el requisit d'un govern de coalició posaria Sheikh Abdullah, primer ministre del Caixmir, en una posició impossible. Va dir que les competències atribuïdes a l'administrador del plebiscit eren massa grans i minvaven la sobirania de l'estat. Va considerar que aquesta disposició per al retorn de tots els refugiats no era realista. Finalment, l'Índia volia que Pakistan fos exclòs de la conducta del plebiscit.
Pakistan es va oposar a la retenció de les forces de l'Índia a Caixmir, fins i tot al nivell mínim permès per la resolució. Va voler una representació igual al govern de l'estat per a la Conferència Musulmana, el partit dominant al Caixmir ocupat per Pakistan. Els cercles del govern pakistanès consideraven que les deliberacions del Consell de Seguretat havien estat favorables per al Pakistan, però les propostes finals van ser modificades pels Estats Units i Gran Bretanya per "molestar" a l'Índia. Gran Bretanya va fer una crítica particular.
Ambdues parts van donar la benvinguda a la Comissió de les Nacions Unides i van acceptar treballar amb ella.

## Comissió de l'ONU
La Comissió de les nacions Unides per l'Índia i Pakistan (UNCIP) de cinc membres consistia en els representants de Txecoslovàquia (Josef Korbel), Argentina (Ricardo Siri), Bèlgica (Egbert Graeffe), Colòmbia (Alfredo Lozano) i Estats Units (Jerome Klahr Huddle). La secretaria estava encapçalada per Erik Colban, l'ambaixador noruec al Regne Unit, amb el quàquer britànic Richard Symonds com a secretari de Colban.
Fonts afirmen que l'atmosfera política a l'Índia i el Pakistan era hostil a la Comissió quan va arribar al subcontinent al juliol de 1948.

### Alto el foc (1948)
Quan va arribar a Karachi es va informar a la Comissió que tres brigades de tropes pakistaneses regulars havien estat lluitant a Caixmir des de maig, qualificat com a "bomba de rellotgeria" per Josef Korbel. A Nova Delhi, Índia va afirmar que atribuïa la màxima importància a una declaració de culpa del Pakistan. Els combats a Caixmir es van anar acarnissant i la Comissió va reconèixer que el govern de Sheikh Abdullah a Jammu i Caixmir i al govern d'Azad Kashmir a Muzaffarabad es van enfrontar a una lluita irreconciliable.
El 13 d'agost de 1948, després de les discussions amb els dos governs, la Comissió va aprovar per unanimitat una resolució de tres parts, que va modificar i amplificar la resolució 47 de l'ONU.
- La primera part tractava de l'alto el foc, demanant un cessament total de les hostilitats.
- La part II tractava d'un "acord de treva". Va demanar la retirada total de les forces de lluita del Pakistan, inclosos l'exèrcit, les tribus i altres nacionals pakistanesos, i va declarar que el territori evacuat seria administrat per les autoritats locals sota la vigilància de la Comissió. Després de la retirada pakistanesa, s'esperava que l'Índia retirés el "gruix de les seves forces" reduint-les al nivell mínim requerit per mantenir la llei i l'ordre.
- La part III va declarar que, després de l'acceptació de l'acord de treva, els dos països entrarien en "consulta amb la Comissió" per establir el futur de l'estat d'acord amb la voluntat del poble.[22]

L'estructura de la resolució era d'importància per a l'Índia. L'estructura de tres parts implícitament va reconèixer la "agressió" de Pakistan al fer que l'acord de treva precedís a la consulta per al futur de l'estat. A més, no es va esmentar el plebiscit, que va permetre altres possibles vies per determinar la voluntat popular, com ara les eleccions per a una assemblea constituent. Índia temia que un plebiscit incités a les passions religioses i desencadenés "forces disruptives".
Mentre l'Índia va acceptar la resolució de la Comissió, el Pakistan va adjuntar tantes reserves i qualificacions que la Comissió considerava que era "equivalent al rebuig". La Comissió va considerar que la principal preocupació del Pakistan era la garantia d'un plebiscit lliure i imparcial després de la lluita. Després va desenvolupar un suplement a les seves propostes de resum d'acord a l'agost per l'administració del plebiscit. Va definir les funcions de l'administrador del plebiscit que, entre d'altres, decidirien la disposició definitiva de les forces de l'Índia i d'Azad Kashmir. L'Índia va objectar que s'havia demanat que es fessin noves concessions tot i que el Pakistan no havia acceptat l'acord de treva. Va buscar i obtenir diverses assegurances, inclòs un acord que no estaria obligat pel plebiscit si Pakistan no implementava les dues primeres parts de la resolució d'agost; i asseguren que les forces l'Azad Kashmir es dissoldrien abans del plebiscit.
Malgrat les reserves, preguntes i dissensos, els dos governs van acceptar finalment les propostes, que van provocar l'alto el foc a Caixmir l'1 de gener de 1949. La Comissió va incorporar el suplement en un Nova resolució aprovada el 5 de gener de 1949.

### Treva evasiva (1949)
La Comissió va tornar al subcontinent el febrer de 1949 per aplicar els termes de l'alto el foc, establir un acord de treva i preparar-se per un plebiscit. Korbel afirma que la Comissió va enfrontar "enormes dificultats".
L'Índia va insistir en la dissolució de les «Forces Azad» com a «condició essencial» abans del plebiscit, que, segons Korbel, va venir com a "sacsejada" a la Comissió. Això també va ser acordat en la ronda anterior.. Tanmateix l'Índia semblava haver avançat el calendari. Les autoanomenades 'Forces Azad' estaven formades per soldats desmobilitzats de les Forces de l'Índia Britànica, pertanyents als districtes de Poonch i Mirpur. Es van alçar contra el Maharaja de Jammu i Caixmir abans de la invasió tribal. Després de la invasió, el Pakistan va organitzar els soldats en 32 batallons d'una força militar seriosa i els va utilitzar per combatre les forces índies. Durant els debats sobre la treva, Pakistan va insistir en un equilibri entre les forces d'Azad i les forces de l'Estat i va exigir que es permetés al Pakistan capacitar les forces d'Azad per prendre les posicions que desocuparien les forces pakistaneses. Això va dur als indis a concloure que Pakistan estava planejant reprendre les hostilitats tan aviat com s'iniciés la retirada de l'Índia. D'aquesta manera, exigien que la dissolució de les forces d'Azad es produís durant la mateixa etapa de treva. Pakistan va rebutjar la demanda de dissolució i va insistir en la paritat entre les forces d'Azad i de l'Estat. Pakistan també va voler veure els plans detallats de la retirada de l'Índia i va insistir que s'hauria de "sincronitzar" amb la retirada pakistanesa.
Després de diverses rondes de propostes de desmilitarització, que van ser rebutjades per Índia i Pakistan, la Comissió va proposar l'arbitratge. Pakistan va acceptar la proposta d'arbitratge, però l'Índia el va rebutjar, i va dir que no era qüestió d'arbitratge sinó de "decisió afirmativa i immediata". La posició de l'Índia era que no es podia fer cap distinció entre l'exèrcit pakistanès i les forces d'Azad. La Comissió va reconèixer que les forces d'Azad ara tenien una força que va capgirava la situació militar i feia difícil la retirada de l'Índia tal com es preveia en la resolució original.
Una altra dificultat va sorgir pel que fa a les "Àrees del Nord" (actual Gilgit-Baltistan). L'Índia va exigir que, després de la retirada pakistanesa, aquestes àrees s'haurien de restaurar al govern de Jammu i Caixmir, i l'Índia hauria de poder defensar les seves fronteres. La Comissió va concedir el fonament jurídic de la demanda índia, però temia que provocaria combats renovats entre les forces de l'Índia i les forces locals. Va proposar que les àrees fossin governades per "autoritats locals" sota la supervisió de la Comissió i les forces índies només serien enviades si els observadors de l'ONU notificaven la seva necessitat. Aquest compromís va ser rebutjat tant per Índia com per Pakistan.
La Comissió va declarar el seu fracàs i va presentar el seu informe definitiu al Consell de Seguretat el 9 de desembre de 1949. Es recomanava substituir la Comissió per un únic mediador; que el problema de la desmilitarització es veiés com un tot sense la seqüencialitat requerida de la resolució d'agost; i que els representants de l'ONU haurien de tenir l'autoritat de resoldre els problemes per arbitratge. El delegat txec va presentar un informe de minoria en què la declaració de fracàs de la Comissió era prematura, que el problema de les forces d'Azad s'havia infravalorat i que les àrees del nord no rebien una atenció adequada.

## Conseqüències
El Consell de Seguretat va demanar al seu delegat canadenc, General A. G. L. McNaughton, que consultés informalment a l'Índia i al Pakistan sobre un pla de desmilitarització. En el transcurs de la seva discussió, el 22 de desembre de 1949, McNaughton va proposar que les forces pakistaneses i índies s'havien reduït a un nivell mínim, seguit de la dissolució de les forces d'Azad i de les forces de l'Estat. L'Índia va proposar dues esmenes importants, que rebutjaven les propostes de McNaughton. Les propostes de McNaughton van representar una important sortida de les de les resolucions UNCIP, ja que no van fer cap distinció entre l'Índia i el Pakistan. L'Índia era aversiva a aquesta equació.
Malgrat l'aparent objecció de l'Índia, el Consell de Seguretat va adoptar les propostes de McNaughton a la Resolució 80 del Consell de Seguretat de les Nacions Unides i va nomenar un mediador. La mediació també va acabar en fracàs.
El 1972, després de la Guerra indopaquistaníesa de 1971, l'Índia i el Pakistan van signar l'Acord de Simla, i van acordar resoldre totes les seves diferències a través de negociacions bilaterals. Els Estats Units, el Regne Unit i els governs occidentals han donat suport a l'enfocament de negociacions bilaterals.
El 2001, el llavors secretari general de les Nacions Unides Kofi Annan durant la seva visita a l'Índia i al Pakistan, va remarcar que les resolucions de Caixmir són només recomanacions d'assessorament i no s'han de comparar amb les de Timor Oriental i Iraq.
El 2003, el llavors president de Pakistan Pervez Musharraf va anunciar que Pakistan estava disposat a "deixar de banda" la demanda de resolucions de les Nacions Unides i explorar opcions bilaterals alternatives per resoldre la disputa.